# William Pank
William Pank (2003) es un deportista británico que compite en vela en la clase 49er. Ganó una medalla de plata en el Campeonato Europeo de 49er de 2025.

## Palmarés internacional
| \| Campeonato Europeo \| Campeonato Europeo \| Campeonato Europeo \| Campeonato Europeo \| \| Año \| Lugar \| Medalla \| Clase \| \| ------------------ \| ------------------ \| ------------------ \| ------------------ \| \| 2025 \| Salónica (Grecia) \| Medalla de plata \| 49er \| |                   |                  |       |
| Campeonato Europeo |                   |                  |       |
| Año | Lugar             | Medalla          | Clase |
| 2025 | Salónica (Grecia) | Medalla de plata | 49er  |